# Айзельфинг
Айзельфинг (нем. Eiselfing) — община в Германии, в земле Бавария.
Подчиняется административному округу Верхняя Бавария. Входит в состав района Розенхайм.  Население составляет 2901 человек (на 31 декабря 2010 года). Занимает площадь 34,87 км².